# Bolbochromus posticalus
Bolbochromus posticalus är en skalbaggsart som beskrevs av John Obadiah Westwood 1852. Bolbochromus posticalus ingår i släktet Bolbochromus och familjen Bolboceratidae. Inga underarter finns listade.